# Ристо Матковић
Ристо Матковић (Фојница, 23. децембар 1947) бивши је адвокат и политичар. Био је вршилац дужности председника Владе Републике Српске Крајине, фебруара 1992. године.

## Биографија
Ристо Матковић рођен је у Фојници, код Гацка, 23. децембра 1947. године. Основну школу завршио је у родном месту, гимназију у Мостару, а Правни факултет у Сарајеву. Кратко је био запослен у Предузећу ПТТ саобраћаја у Сарајеву, а 1976. прешао је у Книн. Радио је у Електри, Циглани „Стево Опачић” у Стрмици и Правној служби Жељезничкотранспортног подузећа Книн, а затим је именован за судију Опћинског суда у Дрнишу.
У време заоштравања међунационалних односа 1990. године, вратио се у Книн и постао секретар, а затим председник Извршног вијећа СО Книн 1991. године. Био је један од потпредседника Владе САО Крајине од 21. децембра 1990. до 19. децембра 1991. године када је дошло до преименовања у Република Српска Крајина.
Именован је за министра правосуђа и за првог министра (председника владе) Републике Српске Крајине, фебруара 1992. године.
После смене са премијерског и министарског места и уклањања из општинских власти, именован је за председника Окружног суда у Книну 9. јуна 1993. године. Био је саветник председника РСК Милана Мартића за правна и верска питања.
Од 1995. живи у Србији. Кратко се бавио адвокатуром у Београду, а 1997. именован је за судију Општинског суда у Ади. По напуштању судијске функције, поново се посветио адвокатури. Као пензионер живи у Ади.